# Фабриціус Василь Іванович
Василь Іванович Фабриціус (нар.15 липня 1845 — пом.13 квітня 1895) — російський та український астроном.

## Біографія
Закінчив Гельсінгфорський університет. У 1869–1871 рр. — асистент Гельсінгфорської обсерваторії, в 1871–1873 рр. — молодший спостерігач обсерваторії Боннського університету, в 1874–1876 рр. працював обчислювачем в Пулковській обсерваторії. У 1876–1894 — астроном-спостерігач обсерваторії Київського університету. Професор Київського університету. Захистив дві докторські дисертації: з астрономії та філософії.
Провів розлогі спостереження навколо полюсних зірок, склав каталог їхніх положень. Вивів формулу для точного обчислення координат близьких до полюса зірок (формула Фабриціуса). Розробив новий спосіб обліку помилок меридіанного інструменту. Написав низку робіт присвячених теоретичній астрономії. Запропонував два нових методи визначення кометних орбіт, розглянув число рішень при визначенні орбіт за способами К. Ф. Гаусса та Г. В. Ольберса.

## Сім'я
Донька Ірина(нар.травень 1882 - пом.6 січня 1966)